# Kretzschmaria cetrarioides
Kretzschmaria cetrarioides är en svampart som först beskrevs av Welw. & Curr., och fick sitt nu gällande namn av Pier Andrea Saccardo 1883. Kretzschmaria cetrarioides ingår i släktet Kretzschmaria och familjen kolkärnsvampar.   Inga underarter finns listade i Catalogue of Life.